# دوازده‌وجهی ستاره‌ای بزرگ

دوازده‌وجهی ستاره‌ای بزرگ

در هندسه، دوازده‌وجهی ستاره‌ای بزرگ (به انگلیسی: Great stellated dodecahedron) یکی از چهار چندوجهی کپلر-پوآنسو است ، با نماد شلفی {٥.٢،٣}. یکی از چهار چند وجهی منظم غیر محدب است.این چندوجهی شامل ١٢ وجه ستاره ای پنج پر متقاطع است که در هر رأس سه تا از آنها به هم می رسند.

## ساخن از دوازده‌وجهی ستاره‌ای بزرگ
یک فرایند کوتاه سازی که به دوازده‌وجهی ستاره‌ای بزرگ اعمال می شود ، یک سری چند وجهی یکنواخت ایجاد می کند. کوتاه کردن لبه ها به سمت نقاط ، بیست‌وجهی بزرگ را به عنوان یک دوازده وجهی بزرگ ستاره ای اصلاح شده تولید می کند. این فرایند به عنوان یک تصحیح مجدد ، کاهش چهره اصلی به نقطه و تولید بیست‌وجهی به پایان می رسد.

ارتباط با بیست وجهی و بیست‌وجهی بزرگ